# Matador (canción de Los Fabulosos Cadillacs)
«Matador» o «El Matador» es el segundo sencillo de la banda argentina Los Fabulosos Cadillacs. Está incluido en Vasos vacíos (1993), el octavo y más premiado álbum del grupo. Se convirtió en la canción más representativa y más popular en toda la historia de la banda, logrando ser considerada una de las canciones más populares de la música hispanoamericana y que el videoclip grabado en 1994 recibiera el premio video de la gente en los MTV Video Music Awards.
El video musical fue dirigido por Pucho Mentasti, un director de cine publicitario y en el actúa como El Matador el actor Eusebio Poncela.
La canción trata sobre un revolucionario que es perseguido por la policía, la cual finalmente le da muerte. Además, el cantautor chileno Víctor Jara es nombrado en la letra, haciendo una referencia a la dictadura del dictador Pinochet. Es desconocida la identidad del Matador, exceptuando que es de Barracas, Buenos Aires.
Asimismo, la canción es una correspondencia con el sencillo «Manuel Santillán, el León (Reggae)» que aparece en el álbum El León (1992).
Ocupó el segundo puesto de la lista de las 500 mejores canciones del rock iberoamericano confeccionada por la revista Al Borde en 2006.